# سليقية

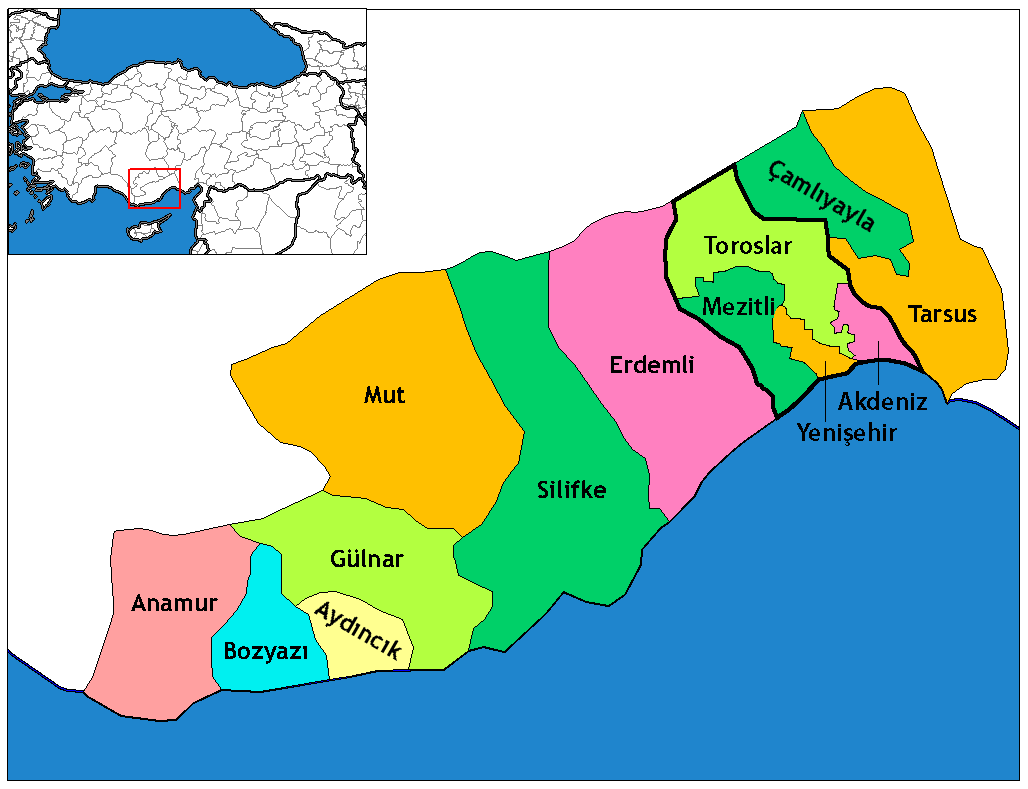
مناطق محافظة مرسين

سَلِيقِيَةُ أو سَلُوقِيَةُ (بالتركية: سلفكه/Silifke، وباليونانية: Σελεύκεια)، بلدة ومنطقة تابعة لولاية مرسين جنوبي تركيا، على بعد 80 كـم (50 ميل) غرب مدينة مرسين.
تقع بالقرب من ساحل البحر الأبيض المتوسط، على ضفاف نهر جوكسو، الذي ينبع من جبال طوروس القريبة، ومحاطة بريف جذاب على طول ضفاف النهر.

## المناخ
يظهر الجدول التالي التغييرات المناخية على مدار السنة لسليقية:
| البيانات المناخية لـسليقية        | البيانات المناخية لـسليقية | البيانات المناخية لـسليقية | البيانات المناخية لـسليقية | البيانات المناخية لـسليقية | البيانات المناخية لـسليقية | البيانات المناخية لـسليقية | البيانات المناخية لـسليقية | البيانات المناخية لـسليقية | البيانات المناخية لـسليقية | البيانات المناخية لـسليقية | البيانات المناخية لـسليقية | البيانات المناخية لـسليقية | البيانات المناخية لـسليقية |
| الشهر                             | يناير                      | فبراير                     | مارس                       | أبريل                      | مايو                       | يونيو                      | يوليو                      | أغسطس                      | سبتمبر                     | أكتوبر                     | نوفمبر                     | ديسمبر                     | المعدل السنوي              |
| --------------------------------- | -------------------------- | -------------------------- | -------------------------- | -------------------------- | -------------------------- | -------------------------- | -------------------------- | -------------------------- | -------------------------- | -------------------------- | -------------------------- | -------------------------- | -------------------------- |
| متوسط درجة الحرارة الكبرى °م (°ف) | 14 (57)                    | 15 (59)                    | 18 (64)                    | 23 (73)                    | 26 (79)                    | 30 (86)                    | 32 (90)                    | 33 (91)                    | 31 (88)                    | 27 (81)                    | 23 (73)                    | 16 (61)                    | 24 (75)                    |
| متوسط درجة الحرارة الصغرى °م (°ف) | 6 (43)                     | 7 (45)                     | 8 (46)                     | 12 (54)                    | 15 (59)                    | 19 (66)                    | 21 (70)                    | 22 (72)                    | 20 (68)                    | 16 (61)                    | 13 (55)                    | 8 (46)                     | 14 (57)                    |
| الهطول مم (إنش)                   | 170 (6.7)                  | 70 (2.8)                   | 50 (2.0)                   | 60 (2.4)                   | 30 (1.2)                   | 0 (0)                      | 0 (0)                      | 0 (0)                      | 0 (0)                      | 10 (0.4)                   | 70 (2.8)                   | 170 (6.7)                  | 630 (25)                   |
| متوسط الأيام الممطرة              | 9                          | 5                          | 4                          | 4                          | 2                          | 0                          | 0                          | 0                          | 0                          | 1                          | 4                          | 9                          | 38                         |
| متوسط الرطوبة النسبية (%)         | 62                         | 65                         | 62                         | 62                         | 67                         | 65                         | 67                         | 66                         | 58                         | 55                         | 61                         | 65                         | 63                         |
| المصدر: Weatherbase               |                            |                            |                            |                            |                            |                            |                            |                            |                            |                            |                            |                            |                            |

## معرض صور

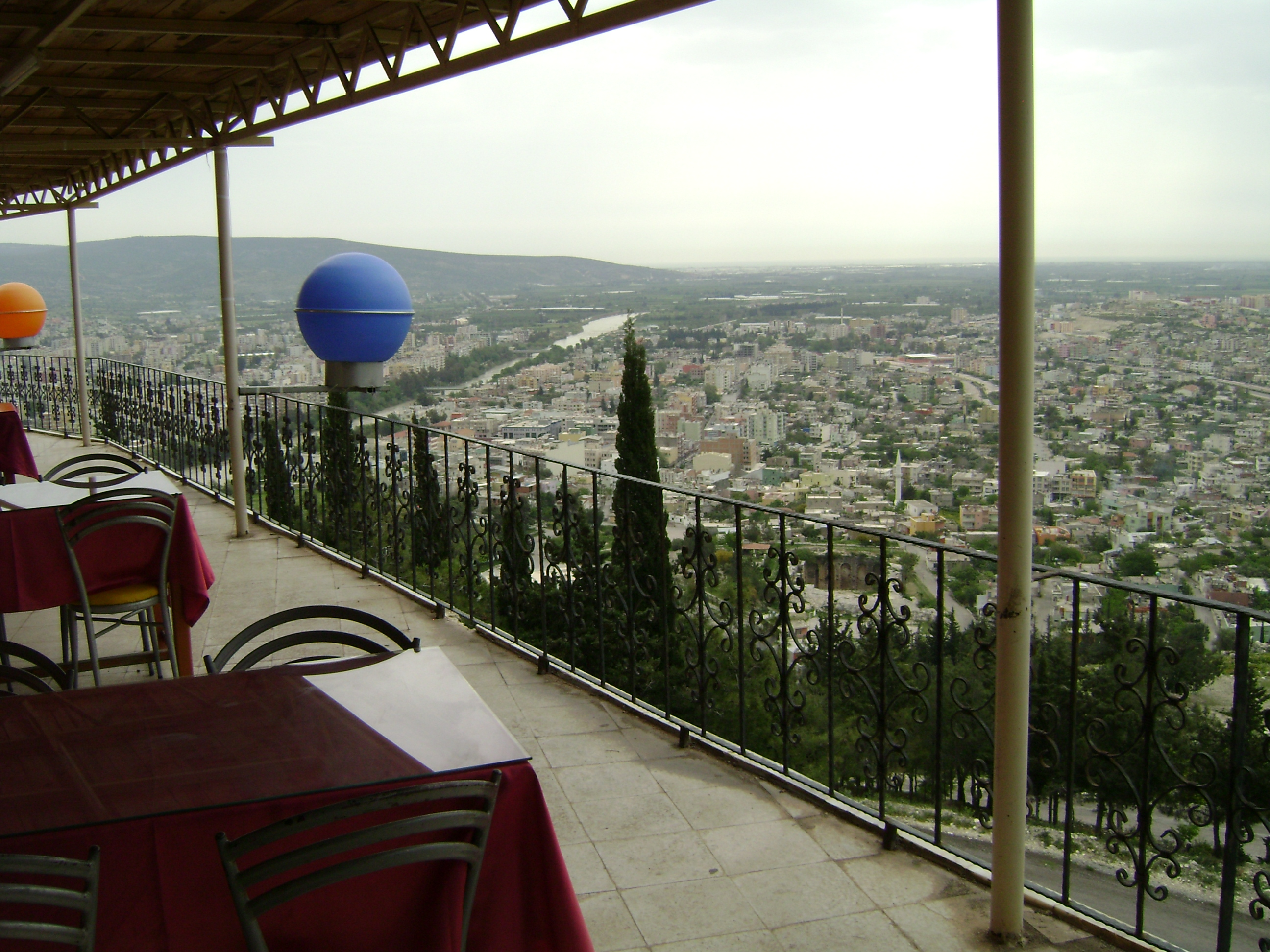
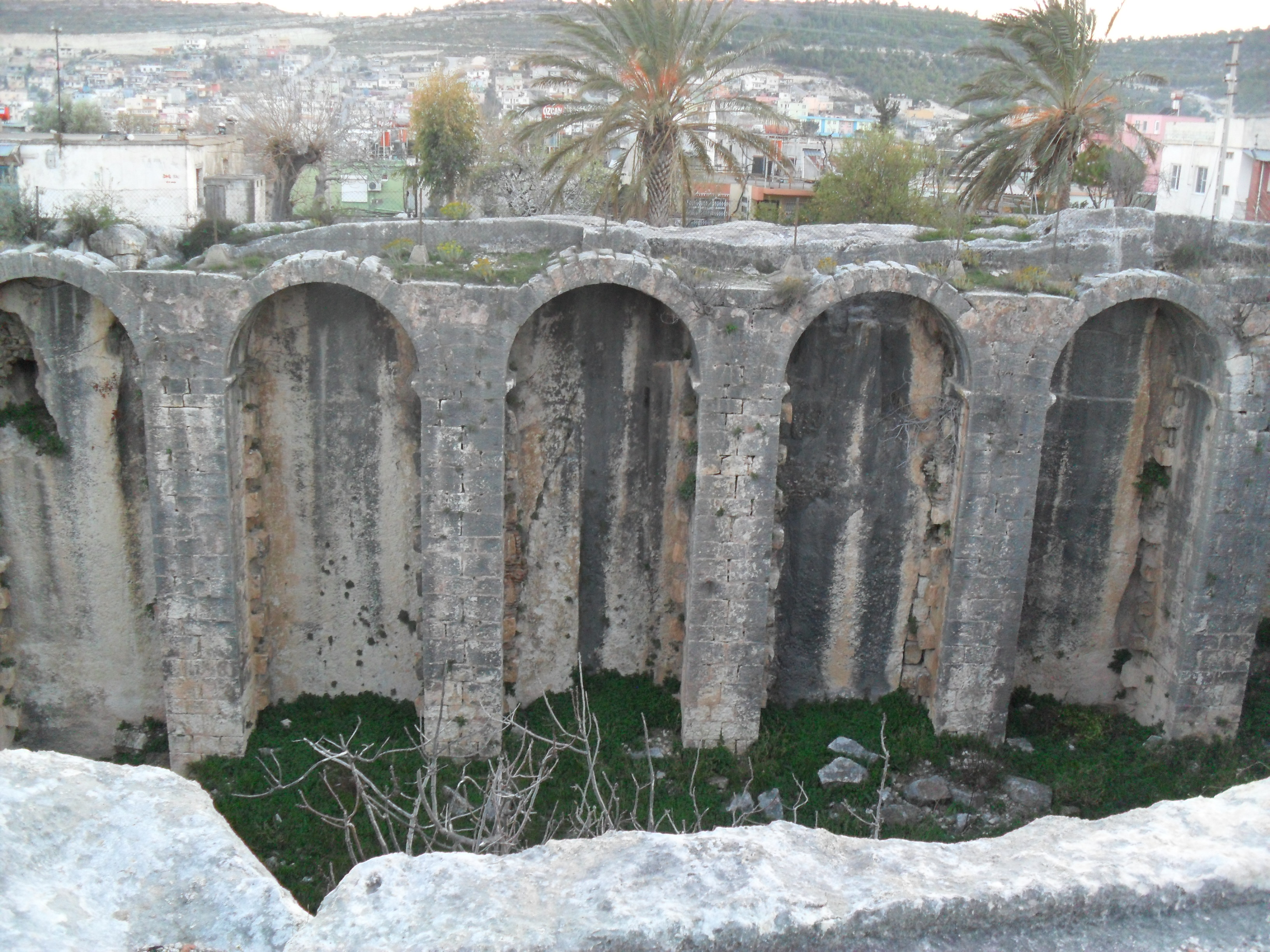
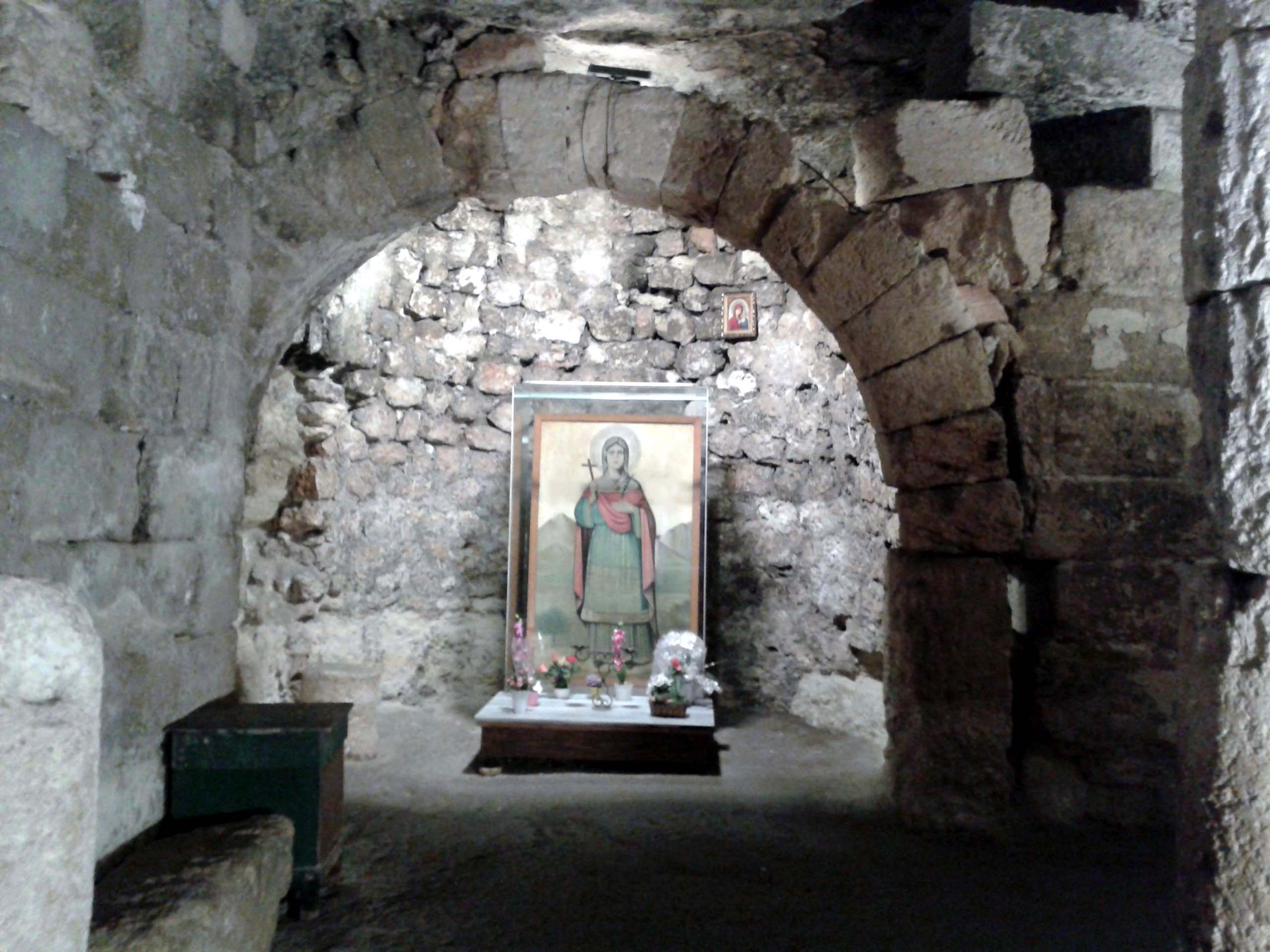
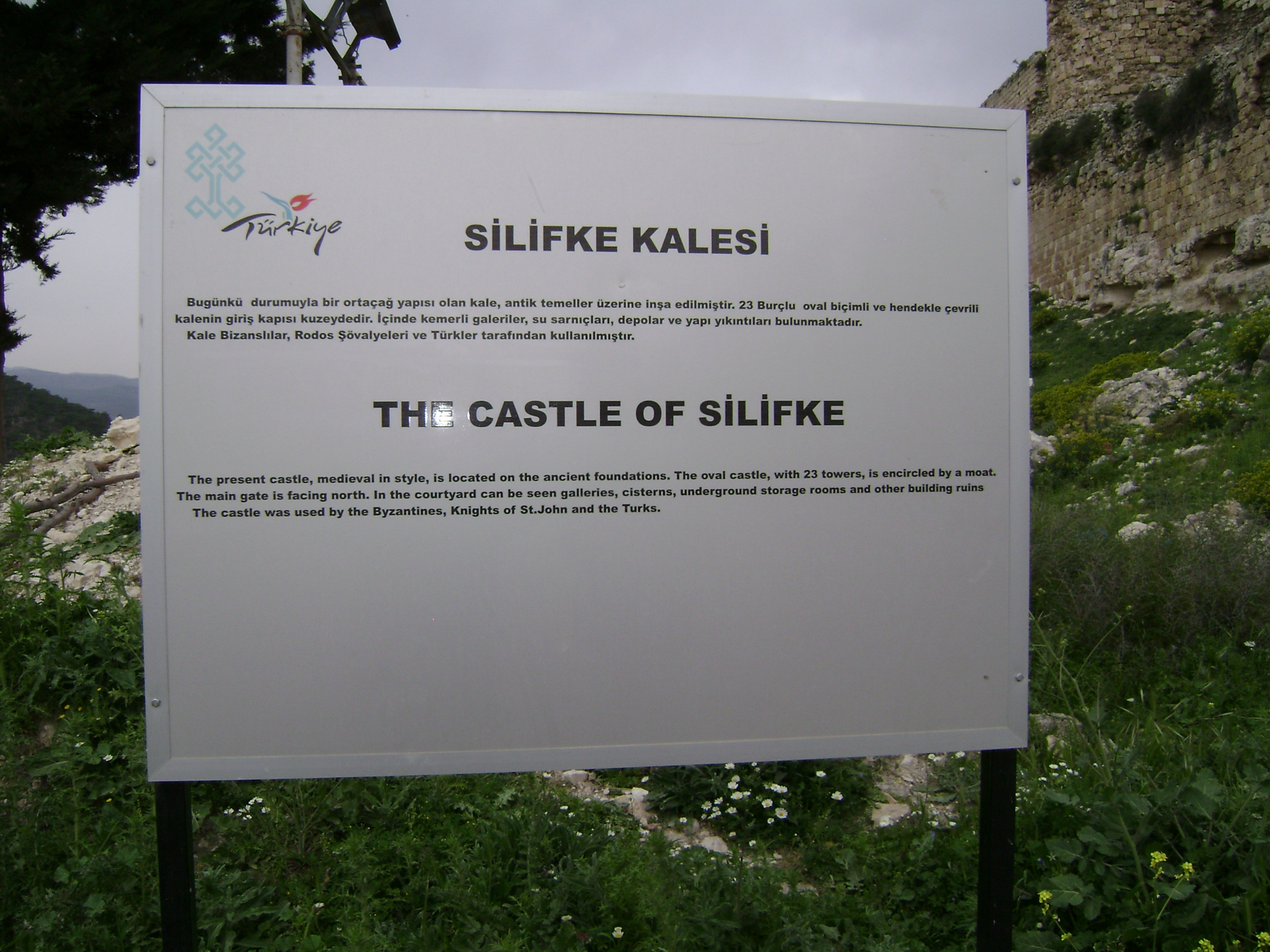
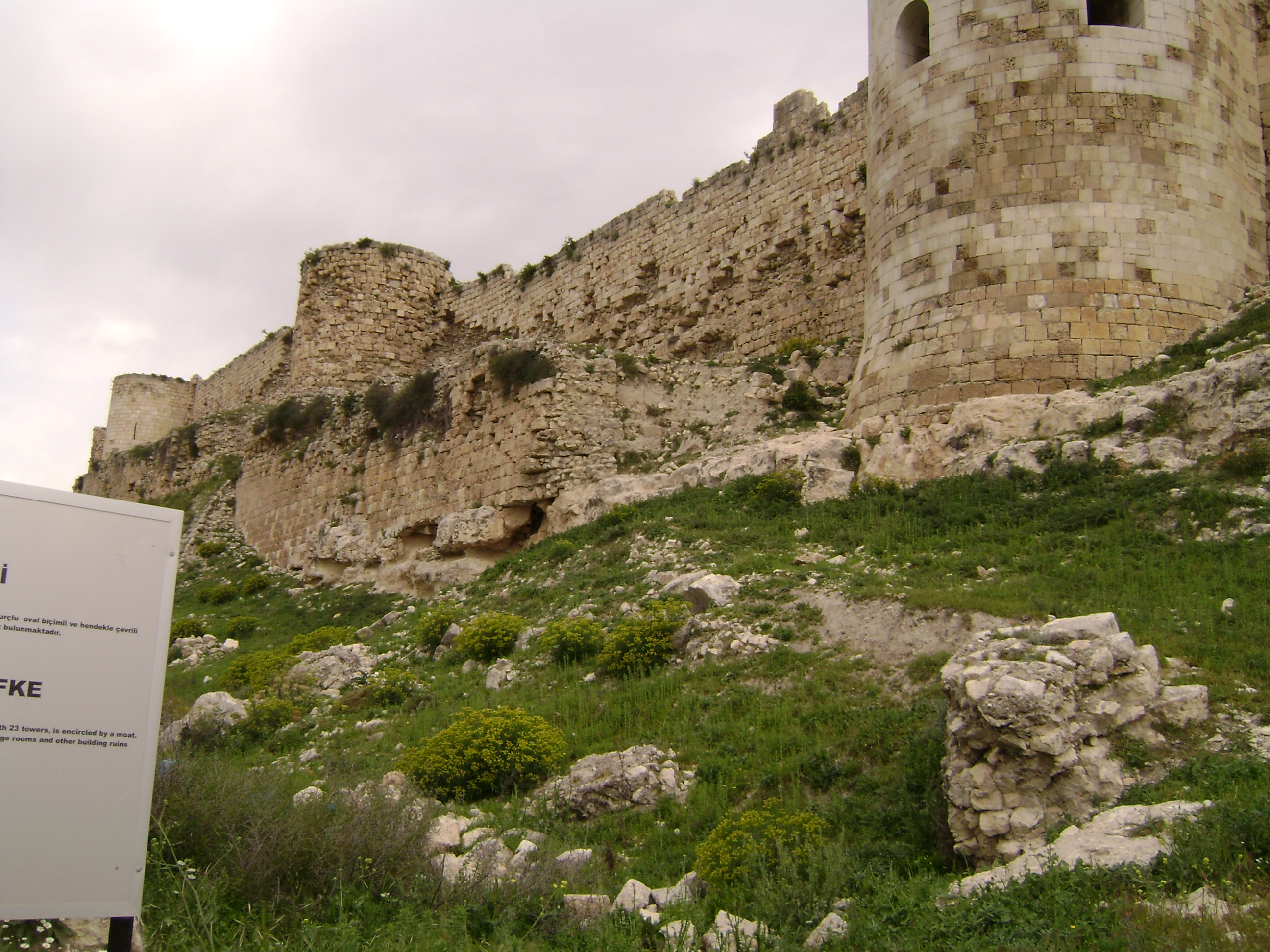
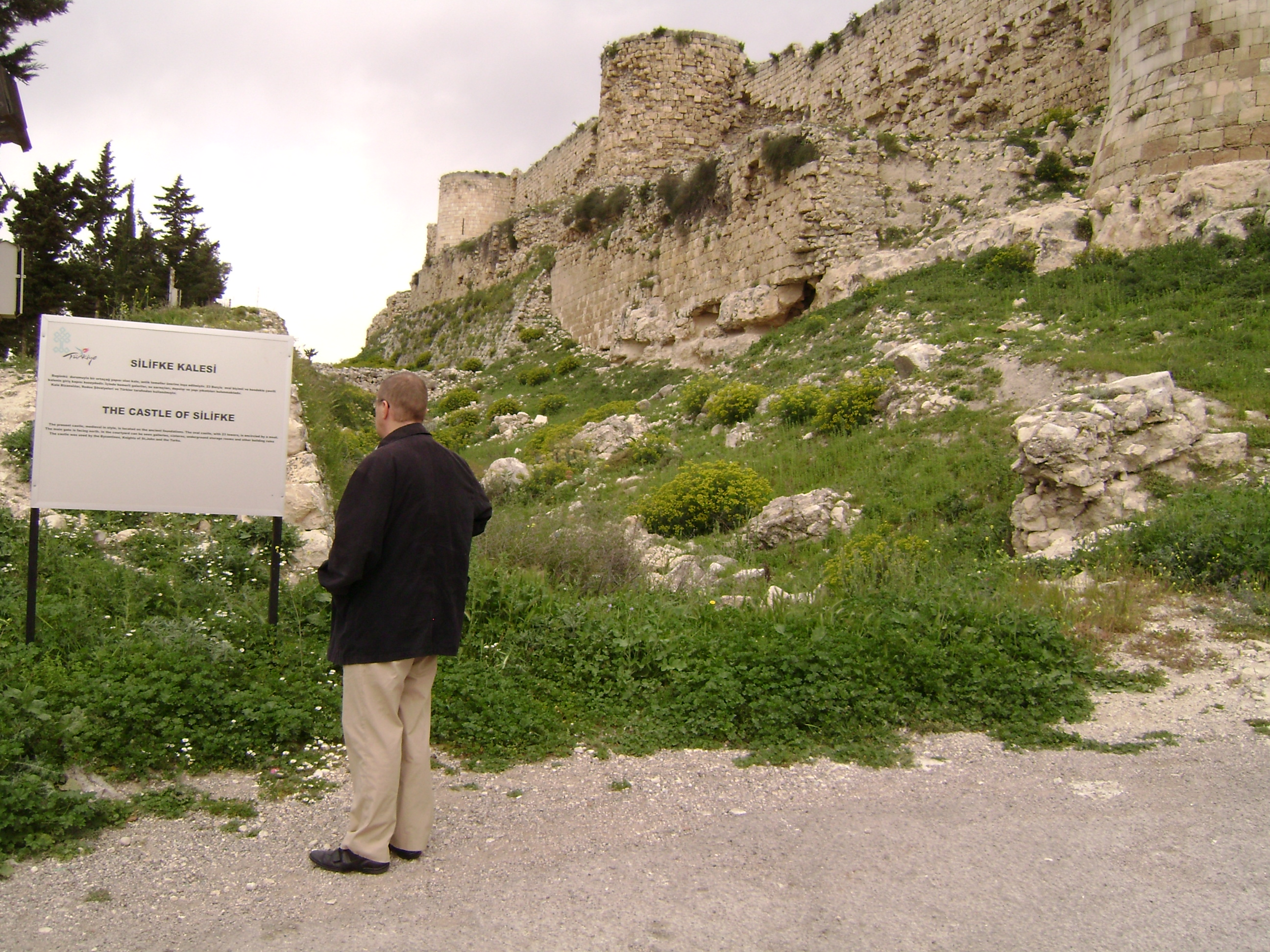

## توأمة
لسليقية اتفاقيات توأمة مع كل من:
- لفكة [الإنجليزية]‏
- هاسلوخ
- برغاما (2017 - )[7]